# Ernesto de Fiori
Ernesto de Fiori, född 13 december 1884, död 24 april 1945, var en tysk-italiensk konstnär.
Ernesto de Fiori utbildade sig först till målare i Italien men övergick under studier i Paris 1911 till skulpturen, där han först påverkades av Aristide Maillol. I flera år var han verksam i Berlin. Fiori utförde dels nakna figurer med stram, rörelsemättad hållning, del porträttbyster. I stil stod han nära kubismen.